# 忍海村
忍海村（おしみむら）は奈良県北西部、南葛城郡に属していた村。現在の葛城市南部、近鉄御所線忍海駅周辺にあたる。

## 歴史
- 1889年（明治22年）4月1日 - 町村制の施行により、忍海郡忍海村が発足。
- 1897年（明治30年）4月1日 - 所属郡を南葛城郡に変更。
- 1956年（昭和31年）5月3日 - 北葛城郡新庄町に編入され消滅。

## 交通

### 鉄道路線
- 近畿日本鉄道
  - 御所線
    - 忍海駅

### 道路
- 国道24号

## 村長
- 堀内忠司